# Hemixesma
Hemixesma es un género de polillas perteneciente a la familia Geometridae, descrita por primera vez por el lepidopterólogo inglés Louis Beethoven Prout en 1922. Tiene deistribución en el África Austral. Es un género bastante aislado, es decir, que consiste en pocas especies relacionadas estructural o filogenéticamente. 

## Especies
| Hemixesma | \| \| Hemixesma anthocrenias \| \| \| \| \| \| Hemixesma illepidata \| \| \| \| |
|           | \| \| Hemixesma anthocrenias \| \| \| \| \| \| Hemixesma illepidata \| \| \| \| |
|           | Hemixesma anthocrenias                                                          |
|           |                                                                                 |
|           | Hemixesma illepidata                                                            |
|           |                                                                                 |